# Benjamin Kitter
Benjamin Kitter (født 25. april 1975) er en dansk skuespiller.
Kitter er uddannet på Statens Teaterskole i 2005.
Efter endt uddannelse var han en del af det faste ensemble på Det Kongelige Teater 2005-07. Sidenhen freelance samme sted. På Det Kongelige har han bl.a. spillet roller som Prins Florizel i William Shakespeares Vintereventyret (2005), forfatteren i Like a virgin (2006) samt i Tartuffe (2007) og Håndværkerne (2008).
På Café Teatret har han medvirket i MADY.BABY (2009) og Pee Pee Paradise (2008) – og på Camp X har han bl.a. spillet i Shopping (2008).
Han har desuden medvirket i flere Radio Drama Live produktioner – bl.a. Klodernes Kamp og Om Tommy.
På TV har han spillet i Mothers and Daughters og i Album (2008).
Han er også at finde som dansk stemme til bl.a. Esteban Ramírez i Disney Channels Zack og Cody's Søde Hotelliv.
Han er søn af Bjarne Kitter og sønnesøn af parodisten Peter Kitter.

## Filmografi

### Film
| År   | Titel        | Rolle                  | Note |
| ---- | ------------ | ---------------------- | ---- |
| 2018 | Happy ending | Carsten                |      |
| 2018 | Lykke-Per    | Ivan Salomon           |      |
| 2020 | Kød og blod  | Politibetjent Jonathan |      |

### Tegnefilm
- Young Justice - Superboy
- Ultimate Spider-Man - Iron Man
- Marvel's Avengers Assemble - Iron Man, Justin Hammer
- Hulk and the Agents of S.M.A.S.H. - Iron Man
- Popples - Coach Loudly
- Gravity Falls - Gamle McGucket